# Babyrousa babyrussa
Babyrousa babyrussa är en art i släktet hjortsvin som förekommer på olika öar öster om Sulawesi. Babyrousa babyrussa är typarten i släktet och fram till 2001 räknades alla hjortsvin till denna art. De svenska trivialnamn Buruhjortsvin och hårigt hjortsvin förekommer för arten.

## Utbredning
Utbredningsområdet ligger på Sulaöarna samt på ön Buru i västra Moluckerna. Populationen på Pulau Sanana är kanske utdöd. Antagligen föredrar arten liksom andra hjortsvin områden intill vattendrag och pölar i regnskogar.

## Utseende
Jämförd med Babyrousa celebensis är arten mindre och den har ett tydligt täcke av hår på kroppen. Hannens övre hörntänder är dessutom kortare och inte tydlig bakåtböjd som hos arten på Sulawesi. Typiskt är en liten hårtofs vid svansens spets. Pälsen bildas av 3 till 5 cm långa gråaktiga hår med gula spetsar. Dessutom är flera helt gyllene hår inblandade. Hos ett fåtal undersökta exemplar var hannarnas päls ljusare jämförd med honornas päls. Arten Babyrousa togeanensis har också hår på kroppen men glesare fördelad. Jämförd med denna art saknar Babyrousa babyrussa en ljus undersida.

## Ekologi
Levnadssättet antas vara lika som hos Babyrousa celebensis.

## Status
Babyrousa babyrussa jagas i viss mån av de folkgrupper på öarna som inte är muslimer. Ett större hot är skogsavverkningar och områdets omvandling till kulturlandskap. Arten blev 1931 i Indonesien laglig skyddad och det inrättades olika skyddszoner. IUCN listar arten på grund av den begränsade utbredningen som sårbar (VU).